# Grobelno (gmina Šentjur)
Grobelno – wieś w Słowenii, w gminie Šentjur. W 2018 roku liczyła 190 mieszkańców.